# Oralni spolni odnos
Oralni seks je spolni odnos, pri katerem se partnerja zadovoljujeta z vzburjanjem spolnih organov (penisa ali vagine) s pomočjo ust.
V osnovi ločimo med dvema vrstama oralnih spolnih odnosov:
- felacija = oralno draženje moškega spodnega uda,
- kunilingus oziroma kunilinkcija = oralno draženje vulve, zlasti klitorisa.